# Raymond Gérôme
Pour les articles homonymes, voir De Backer et Gérôme.
 (décembre 2021).
Pour les articles homonymes, voir Gérôme.
Raymond Gérôme, de son vrai nom Raymond Joseph Léon De Backer, né le 17 mai 1920 à Koekelberg en Belgique et mort le 3 février 2002 aux Lilas, est un acteur et metteur en scène franco-belge.

## Biographie

### Famille
Raymond Joseph Léon De Backer est né le 17 mai 1920 dans la commune bruxelloise, de Koekelberg, en (Belgique). Il est le fils d'un industriel belge, Léon de Backer, et d'une Néerlandaise, Marie Fiekers.

### Premiers pas
Il fait ses études au lycée Condorcet, puis à l'Université libre de Bruxelles et à l'École d'art dramatique Charles Dullin.
Passionné par le théâtre, il fonde en 1941 les Jeunesses théâtrales de Belgique, puis monte de nombreuses pièces au palais des beaux-arts ainsi qu'au Théâtre national à Bruxelles, dont il assume la direction artistique jusqu'en 1952.
En 1954, il s'installe à Paris et entame une longue carrière théâtrale mais aussi cinématographique qui l'amène à côtoyer les plus grands noms du théâtre et du cinéma français. Les métiers d'acteur et de metteur en scène n'ont alors aucun secret pour lui. Il sera metteur en scène à la Comédie-Française, au théâtre du Gymnase, au théâtre de la Madeleine et au théâtre Montparnasse.
Au théâtre, il met en scène Phèdre  (sa pièce préférée), Don Juan aux enfers avec Pierre Brasseur et Paul Meurisse, Colette avec Jean-Pierre Aumont en 1960 ou encore  Les Amants terribles de Noel Coward avec Danielle Darrieux. Il est également l'auteur de nombreuses pièces, de poèmes et de récits. Son premier roman, Celui qui dormait dans Prague, sort en 1991.

### Carrière
Au cinéma, il apparaît aux côtés de Jean-Paul Belmondo et Bourvil dans Le Cerveau de Gérard Oury, de Catherine Deneuve et Marcello Mastroianni dans L'Événement le plus important depuis que l'homme a marché sur la Lune de Jacques Demy, ou encore de Marina Vlady et Jean Marais dans La Princesse de Cleves de Jean Delannoy, où il interprète le rôle d'Henri II. Il incarne Louis XIV dans L'Affaire des poisons de  Henri Decoin.
Il participe à un grand nombre de séries télévisées, comme Les Cinq Dernières Minutes, Le Secret des Flamands et Maigret. Il est le régent  Philippe d'Orléans dans plusieurs téléfilms dont Lagardère de Jean-Pierre Decourt, le président de la cour dans L'Affaire Seznec d'Yves Boisset et Sherlock Holmes pour une représentation de Au théâtre ce soir de Pierre Sabbagh, émission pour laquelle il met en scène une quinzaine de pièces.
En 1974, il participe à l'enregistrement de l'opéra de Salvador Dalí Être Dieu, musique d'Igor Wakhévitch (fils du décorateur Georges Wakhévitch) dans lequel il tient le rôle du Dali masculin aux côtés de Delphine Seyrig, Dali féminin (Dali se voulait androgyne) et de Catherine Allegret, Alain Cuny et Didier Haudepin.

### Doublage
Il prête aussi sa voix à de nombreux acteurs et  personnages de dessins animés : Pocahontas, Tom et Jerry, le film, Fievel au Far West, etc.

### Vie privée et mort
Il se marie le 12 novembre 1947 avec Louise Schiffmann.
Il meurt le 3 février 2002 aux Lilas (Seine-Saint-Denis), à l'âge de 81 ans. Crématisé au Père-Lachaise, ses cendres furent remises à la famille.

## Théâtre

### Comédien
- 1946 : Jeanne d'Arc au bûcher de Paul Claudel et Arthur Honegger, Palais des beaux-arts de Bruxelles
- 1954 : La Corde de Patrick Hamilton, mise en scène Jean Darcante, théâtre des Célestins, tournée Herbert
- 1956 : Don Carlos de Frédéric Schiller, mise en scène Raymond Hermantier, théâtre du Vieux-Colombier
- 1957 : Une femme trop honnête d'Armand Salacrou, mise en scène Georges Vitaly, théâtre Édouard VII
- 1958 : Amphitryon 38 de Jean Giraudoux, mise en scène Raymond Gérôme, Festival de Bellac
- 1958 : Le Bal du lieutenant Helt de Gabriel Arout, mise en scène Raymond Gérôme, théâtre des Mathurins
- 1959 : La Toile d'araignée d'Agatha Christie, mise en scène Raymond Gérôme, théâtre de Paris
- 1960 : Les Femmes savantes de Molière, mise en scène Jacques Charon, théâtre des Bouffes-Parisiens
- 1960 : La Voleuse de Londres de Georges Neveux, mise en scène Raymond Gérôme, théâtre du Gymnase
- 1961 : Andromaque de Racine, mise en scène Raymond Gérôme, Festival de Bellac
- 1961 : Noir sur blanc de Brice Parain, mise en scène Raymond Gérôme, théâtre des Mathurins
- 1962 : Rien pour rien de Charles Maitre, mise en scène Raymond Gérôme, théâtre de l'Athénée
- 1962 : Les femmes aussi ont perdu la guerre de Curzio Malaparte, mise en scène Raymond Gérôme, théâtre des Mathurins
- 1963 : Le Diable et le Bon Dieu de Jean-Paul Sartre, mise en scène Jean Collomb, Festival de Bellac
- 1964 : Électre de Jean Giraudoux, mise en scène Raymond Gérôme, Festival de Bellac
- 1964 : Qui a peur de Virginia Woolf ? d’Edward Albee, mise en scène Franco Zeffirelli, théâtre de la Renaissance
- 1965 : Phèdre de Racine, mise en scène Raymond Gérôme, théâtre du Gymnase
- 1966 : Qui a peur de Virginia Woolf ? d'Edward Albee, mise en scène Franco Zeffirelli, tournée Herbert-Karsenty
- 1967 : L'Œil anonyme de Peter Shaffer, mise en scène Raymond Gérôme, théâtre Montparnasse
- 1967 : Black Comedy de Peter Shaffer, mise en scène Raymond Gérôme, théâtre Montparnasse
- 1967 : L'Architecte et l'Empereur d'Assyrie de Fernando Arrabal, mise en scène Jorge Lavelli, théâtre Montparnasse
- 1969 : Le Contrat de Francis Veber, mise en scène Pierre Mondy, théâtre du Gymnase
- 1971 : Jeux d'enfants de Robert Marasco, mise en scène Raymond Gérôme, théâtre Hébertot
- 1972 : Honni soit qui mal y pense de Peter Barnes (en), mise en scène Stuart Burge, théâtre de Paris
- 1975 : Les Secrets de la Comédie humaine de Félicien Marceau, mise en scène Paul-Émile Deiber, théâtre du Palais Royal
- 1975 : Le Portrait de Dorian Gray d'Oscar Wilde, mise en scène Pierre Boutron, théâtre des Célestins
- 1977 : Pygmalion de George Bernard Shaw, mise en scène Raymond Gérôme, théâtre de Paris
- 1983 : L'Extravagant Mister Wilde de Raymond Gérôme, mise en scène Raymond Gérôme, théâtre de l'Œuvre
- 1984 : La Mal de test d'Ira Wallach, mise en scène Raymond Gérôme, théâtre Marigny
- 1984 : Duo pour une soliste de Tom Kempinski, mise en scène Raymond Gérôme, théâtre Montparnasse
- 1985 : Duo pour une soliste de Tom Kempinski, mise en scène Raymond Gérôme, théâtre Montansier
- 1985 : Hugo l'homme qui dérange de Claude Brulé, mise en scène Paul-Émile Deiber, théâtre national de l'Odéon
- 1985 : Victor Hugo visionnaire, Festival de poésie de Paris
- 1985 : Galaxie André Breton, Festival de poésie de Paris
- 1986 : Brummell à Caen de Bernard Da Costa, mise en scène Paul-Émile Deiber, théâtre de Boulogne-Billancourt
- 1988 : Bacchus de Jean Cocteau, mise en scène Jean Marais, théâtre des Bouffes-Parisiens

### Metteur en scène
- 1947 : L'Apollon de Bellac de Jean Giraudoux, théâtre national de Belgique
- 1952 : Comme tu me veux de Luigi Pirandello, théâtre Charles-de-Rochefort
- 1955 : Protée de Paul Claudel, Comédie de Paris
- 1957 : Regrets éternels de Constance Coline, théâtre de l'Œuvre
- 1957 : Le monsieur qui a perdu ses clefs de Michel Perrin, théâtre Édouard VII
- 1958 : La Paix du dimanche de John Osborne, théâtre des Mathurins
- 1958 : Le Misanthrope de Molière, Festival de Bellac
- 1958 : Amphitryon 38 de Jean Giraudoux, Festival de Bellav
- 1958 : Le Bal du lieutenant Helt de Gabriel Arout, théâtre des Mathurins
- 1959 : La Toile d'araignée d'Agatha Christie, théâtre de Paris
- 1959 : Les Écrivains de Michel de Saint Pierre et Pierre de Calan, théâtre des Mathurins
- 1959 : L'Affaire des poisons de Victorien Sardou, théâtre Sarah-Bernhardt
- 1960 : La Voleuse de Londres de Georges Neveux, théâtre du Gymnase
- 1961 : Andromaque de Racine, Festival de Bellac
- 1961 : Le 10e Homme de Paddy Chayefsky, théâtre du Gymnase
- 1961 : Le  Chandelier d'Alfred de Musset, Comédie-Française
- 1961 : Une visite de noces d'Alexandre Dumas fils, Comédie-Française
- 1961 : Noir sur blanc de Brice Parain, théâtre des Mathurins
- 1962 : Rien pour rien de Charles Maitre, théâtre de l'Athénée
- 1962 : Les femmes aussi ont perdu la guerre de Curzio Malaparte, théâtre des Mathurins
- 1962 : Phèdre de Racine, théâtre du Gymnase
- 1962 : L'École de la médisance de Richard Brinsley Sheridan, Comédie-Française
- 1963 : Léonora ou les dangers de la vertu de Marcel Jouhandeau, théâtre des Mathurins
- 1963 : La Foire aux sentiments de Roger Ferdinand, Comédie-Française
- 1963 : Pour Lucrèce de Jean Giraudoux, Festival de Bellac
- 1964 : Électre de Jean Giraudoux, Festival de Bellac
- 1965 : Une fois par semaine de Muriel Resnik, théâtre de la Madeleine
- 1966 : L'Amour, vous connaissez ? de Bill Manhoff, théâtre des Ambassadeurs
- 1966 : Don Juan aux enfers de George Bernard Shaw, théâtre de la Madeleine
- 1967 : L'Œil anonyme de Peter Shaffer, théâtre Montparnasse
- 1967 : Black Comedy de Peter Shaffer, théâtre Montparnasse
- 1969 : Bienheureux les violents de Diego Fabbri, théâtre Hébertot
- 1970 : Libres sont les papillons de Leonard Gershe, théâtre Montparnasse
- 1973 : Les Amants terribles de Noel Coward, théâtre Montparnasse
- 1974 : Domino de Marcel Achard, tournée Herbert-Karsenty
- 1976 : Le Jardin de craie d'Enid Bagnold, théâtre Hébertot
- 1977 : Pygmalion de George Bernard Shaw, théâtre de Paris
- 1978 : Le Tout pour le tout de Françoise Dorin, théâtre du Palais-Royal
- 1978 : Boulevard Feydeau pièces de Georges Feydeau : Feu la mère de madame, On purge bébé, théâtre des Variétés
- 1979 : Les Parapluies de Cherbourg de Jacques Demy et Michel Legrand, théâtre Montparnasse
- 1979 : Il faut qu'une porte soit ouverte ou fermée d'Alfred de Musset, Comédie-Française
- 1982 : Trahisons d'Harold Pinter, théâtre Montparnasse
- 1983 : L'Extravagant Mister Wilde de Raymond Gérôme, théâtre de l'Œuvre - également auteur
- 1984 : La Mal de test d'Ira Wallach, théâtre Marigny
- 1984 : Duo pour une soliste de Tom Kempinski, théâtre Montparnasse
- 1986 : Lady Day de Stephen Stahl, théâtre de Boulogne-Billancourt
- 1986 : La Maison du lac d'Ernest Thompson, théâtre Montparnasse
- 1988 : La guerre de Troie n'aura pas lieu de Jean Giraudoux, Comédie-Française
- 1989 : Port-Royal d'Henry de Montherlant, théâtre de la Madeleine
- 1991 : La Facture de Françoise Dorin, théâtre des Bouffes-Parisiens
- 1993 : Les Monstres sacrés de Jean Cocteau, théâtre des Bouffes-Parisiens
- 1993 : Le Cardinal d'Espagne  d'Henry de Montherlant, théâtre de la Madeleine
- 1998 : Obsessions de Patrick Hamilton, théâtre Daunou

## Filmographie

### Cinéma
- 1954 : Bonnes à tuer d'Henri Decoin : un client de la boîte
- 1955 : L'Affaire des poisons d'Henri Decoin : Louis XIV
- 1956 : Mademoiselle et son gang de Jean Boyer : l'avocat de la défense
- 1957 : Élisa de Roger Richebé : Villedieu
- 1957 : Méfiez-vous fillettes d'Yves Allégret : Jacques
- 1958 : Le Prisonnier du Temple (Dangerous Exile) de Brian Desmond Hurst : le citoyen-meneur de la Révolution
- 1960 : Meurtre en 45 tours d'Étienne Périer : le commissaire
- 1960 : Le Cœur battant de Jacques Doniol-Valcroze : Pierre
- 1961 : La Princesse de Clèves de Jean Delannoy : Henri II
- 1961 : Le Triomphe de Michel Strogoff de Victor Tourjansky
- 1961 : Napoléon II, l'aiglon de Claude Boissol
- 1961 : Aimez-vous Brahms ? d'Anatole Litvak : Jimmy
- 1961 : Un si bel été de Lewis Gilbert : Renard
- 1962 : La Dénonciation de Jacques Doniol-Valcroze
- 1962 : Le Masque de fer d'Henri Decoin : Pimentel
- 1965 : Dis-moi qui tuer d'Étienne Périer : la voix au téléphone
- 1965 : L'Extase et l'Agonie de Carol Reed : L'envoyé du Roi de France
- 1966 : La Seconde Vérité de Christian-Jaque
- 1967 : Lettre à Carla de Jean-José Richer
- 1967 : La Nuit des généraux  d'Anatole Litvak : un colonel
- 1968 : Sous le signe du taureau de Gilles Grangier : Jérôme Laprade
- 1968 : La Petite Vertu de Serge Korber: Kerman
- 1969 : Le Tonnerre de Dieu de Gilles Grangier
- 1969 : Le Cerveau de Gérard Oury : le commissaire
- 1970 : Tropique du Cancer de Joseph Strick : M. Le Censeur
- 1970 : Céleste de Michel Gast : le chef des Barbouzes français
- 1971 : La Maison sous les arbres de René Clément : le commissaire Chameille
- 1972 : Voyages avec ma tante de George Cukor : Mario
- 1973 : L'Événement le plus important depuis que l'homme a marché sur la Lune de Jacques Demy : Gérard Chaumont de Latour
- 1973 : La Belle Affaire de Jacques Besnard: Geneve
- 1973 : Le Complot de René Gainville: Vignaud
- 1973 : Chacal de Fred Zinnemann: Flavigny
- 1973 : Un ange au paradis de Jean-Pierre Blanc: Basset
- 1973 : Le Magnifique de Philippe de Broca : le général Pontaubert
- 1975 : Divine de Dominique Delouche : le garçon de café
- 1977 : Le Portrait de Dorian Gray de Pierre Boutron: Lord Henry Wotton
- 1977 : L'Animal de Claude Zidi : le comte de Saint-Prix
- 1978 : Tendre Poulet de Philippe de Broca : le chef de la division criminelle
- 1978 : L'Exercice du pouvoir de Philippe Galland : Georges Argand
- 1980 : Le Coup du parapluie de Gérard Oury
- 1988 : Ne réveillez pas un flic qui dort de José Pinheiro : Cazalieres
- 1989 : La Révolution française de Robert Enrico, épisode Les Années Lumière : Jacques Necker
- 1991 : L'Opération Corned-Beef de Jean-Marie Poiré : Ghislain Chauffereau
- 1991 : Money de Steven Hilliard Stern : Morf
- 2000 : Sade de Benoît Jacquot : le président de Maussane

### Télévision
- 1955 : Une enquête de l'inspecteur Ollivier de Marcel Cravenne, épisode La Boîte de pastilles
- 1957 : En votre âme et conscience, épisode : Le testament du duc de Bourbon de  Marcel Cravenne
- 1960 : Les Cinq Dernières Minutes, épisode no 16 : Dernier cri de Claude Loursais : Thierry Fauquemont
- 1961 : Les Femmes de bonne humeur d'Alain Boudet : Odoardo
- 1962 : Vient de paraître d'André Pergament : Moscat
- 1962 : L'inspecteur Leclerc enquête de Jean Laviron, épisode : Feu Mr Serley
- 1966 : Le Chevalier d'Harmental de Jean-Pierre Decourt : le régent Philippe d'Orléans
- 1966 : La Fille du Régent de Jean-Pierre Decourt : le régent Philippe d'Orléans
- 1967 : Malican père et fils d'Yannick Andréi, Marcel Cravenne, François Moreuil
- 1967 : Lagardère de Jean-Pierre Decourt : Philippe d'Orléans
- 1971 : Arsène Lupin, réalisation Jean-Pierre Decourt. Épisode Arsène Lupin contre Herlock Sholmès :  le préfet de police
- 1972 : Talleyrand ou le Sphinx incompris de Jean-Paul Roux : Charles-Maurice de Talleyrand-Périgord
- 1974 : Le Secret des Flamands de Robert Valey : Cavalieri
- 1974 : Un matin de juin 40 de Claude-Jean Bonnardot : le colonel
- 1976 : Le Gentleman des Antipodes de Boramy Tioulong : Vigerie (l'aigle)
- 1976 : Nick Verlaine ou Comment voler la Tour Eiffel, de Claude Boissol, épisode : Nick Verlaine prend la route
- 1977 : Le Portrait de Dorian Gray de Pierre Boutron : lord Henri Wotton
- 1978 : Messieurs les jurés, épisode L'Affaire Heurteloup de Boramy Tioulong : le président
- 1981 : Les Avocats du diable d'André Cayatte : l'électeur de Saxe
- 1981 : Julien Fontanes, magistrat, épisode Les Souliers d'or de François Dupont-Midy
- 1981 : Frère Martin de Jean Delannoy : Corvisart
- 1982 : Messieurs les jurés, épisode L'Affaire Tromsé de Jean-Marie Coldefy : le président
- 1993 : L'Affaire Seznec d'Yves Boisset : le président de la cour d'assises
- 1993 : La Dame de Lieudit de Philippe Monnier
- 1994 : La Bavure d'Alain Tasma : François Renaud
- 1995 : La Duchesse de Langeais de Jean-Daniel Verhaeghe
- 1995 : Lulu roi de France de Bernard Uzan : le baron de Vaux
- 1996 : La Ferme du crocodile de Didier Albert : Louis Dupontelle
- 1996 : Karine et Ari de Sylvie Durepaire, Philippe Roussel, Emmanuel Fonlladosa : Édouard Marceau
- 1996 : Maigret : Maigret a peur de Claude Goretta et Christian Karcher : Hubert Vernoux
- 1997 : Original Sin : Jean-Philippe Étienne
- 1997 : Docteur Sylvestre, épisode "Les pièges de Saturne" : Monsieur Grimaud

### Au théâtre ce soir
- 1968 : Au théâtre ce soir : La Toile d'araignée d'Agatha Christie, mise en scène Raymond Gérôme, théâtre Marigny : l'inspecteur
- 1969 : Au théâtre ce soir : Les Enfants d’Édouard de Marc-Gilbert Sauvajon d'après Frederic Jackson et Roland Bottomley, mise en scène Jean-Paul Cisife, théâtre Marigny : sir Michael
- 1970 : Au théâtre ce soir : Dix petits nègres d'Agatha Christie, mise en scène Raymond Gérôme, théâtre Marigny : Malgrave
- 1971 : Au théâtre ce soir : La Pèlerine écossaise de Sacha Guitry, mise en scène Robert Manuel, réalisation Pierre Sabbagh, théâtre Marigny
- 1971 : Au théâtre ce soir : La Corde de Patrick Hamilton, mise en scène Raymond Gérôme, théâtre Marigny : Rupert
- 1971 : Au théâtre ce soir : Romancero de Jacques Deval, mise en scène Raymond Gérôme, théâtre Marigny : Monseigneur
- 1974 : Au théâtre ce soir : Il y a longtemps que je t'aime mise en scène Raymond Gérôme,théâtre Marigny : le speaker
- 1974 : Au théâtre ce soir : Le Chien des Baskerville de Jean Marcillac d'après le roman d'Arthur Conan Doyle, mise en scène Raymond Gérôme, théâtre Marigny : Sherlock Holmes
- 1975 : Au théâtre ce soir : Le Sourire de la Joconde d'Aldous Huxley, mise en scène Raymond Gérôme, théâtre Édouard VII : Henry
- 1976 : Au théâtre ce soir : Fanny et ses gens de Jerome K. Jerome, mise en scène Raymond Gérôme, théâtre Édouard VII : Martin Bennett
- 1976 : Au théâtre ce soir : La Femme de paille de Catherine Arley, mise en scène Raymond Gérôme, théâtre Édouard VII : Anton Korff
- 1977 : Au théâtre ce soir : Plainte contre l'inconnu de Georges Neveux, mise en scène Raymond Gérôme, théâtre Marigny : le procureur
- 1978 : Au théâtre ce soir : Ce soir à Samarcande de Jacques Deval, mise en scène Raymond Gérôme, théâtre Marigny : Paul
- 1978 : Au théâtre ce soir : Libres sont les papillons de Leonard Gershe, adaptation Raymond Castans, mise en scène Raymond Gérôme, théâtre Marigny
- 1979 : Au théâtre ce soir : Un jour j'ai rencontré la vérité de Félicien Marceau, mise en scène Raymond Gérôme, théâtre Marigny : le deuxième homme
- 1980 : Au théâtre ce soir : Tchao de Marc-Gilbert Sauvajon, mise en scène Raymond Gérôme, théâtre Marigny : Couficel
- 1981 : Au théâtre ce soir : Et l'enfer Isabelle ? de Jacques Deval, mise en scène Raymond Gérôme, théâtre Marigny : le juge Maloine
- 1984 : Au théâtre ce soir : Le Mal de test d'Ira Wallach, mise en scène Raymond Gérôme, théâtre Marigny : Augustin

## Doublage

### Cinéma

#### Films
- Rex Harrison dans :
  - My Fair Lady : Le professeur Henry Higgins
  - L'Extravagant Docteur Dolittle : Le docteur John Dolittle
  - L'Escalier : Charles Dyer

- Christopher Lee dans :
  - Les Vierges de Satan : Le Duc Nicholas de Richlau
  - Le Retour des Mousquetaires : Rochefort

- Vincent Price dans :
  - La Chambre des tortures : Don Nicholas Medina / Sebastian Medina
  - Le Grand Inquisiteur : Matthew Hopkins
- Reginald Gardiner dans :
  - Le Dictateur : le commandant Schultz
- 1965 : Sherlock Holmes contre Jack l'éventreur : Sherlock Holmes (John Neville)
- 1966 : Arabesque : le banquier Beauchamp (Ernest Clark)
- 1967 : Qui a peur de Virginia Woolf ? : George (Richard Burton)
- 1967 : Le Défi de Robin des Bois : le shérif de Nottingham (John Arnatt)
- 1969 : Pendulum, la Nuit sans témoin : Woodrow Wilson King (Richard Kiley)
- 1984 : L'Histoire sans fin : Morla (voix)
- 1986 : Les Aventures de Jack Burton dans les griffes du Mandarin : David Lo Pan (James Hong)
- 1986 : Mission : Le cardinal Altamirano (Ray McAnally)
- 1991 : Robin des Bois, prince des voleurs : Le shérif de Nottingham (Alan Rickman) (1er doublage)
- 1993 : Président d'un jour : Bob Alexander (Frank Langella)
- 1995 : Meurtre à Alcatraz : Le juge Clawson (R. Lee Ermey)
- 1996 : Agent zéro zéro : Le général Rancor (Andy Griffith)
- 1996 : Larry Flynt : Jerry Falwell (Richard Paul)

#### Téléfilms
- 1994 : Fortitude : Colonel Henry Ridley (James Fox)

#### Dessins animés
- 1991 : Fievel au Far West : Chat R. Ton
- 1992 : Tom et Jerry, le film : Lèche-Bottes
- 1995 : Pocahontas : Ratcliffe
- 1999 : Pocahontas 2 : Un monde nouveau : Ratcliffe

## Distinctions
- 1952 : Ève du Théâtre
- 1965 : Prix du Syndicat de la critique : meilleur comédien dans Qui a peur de Virginia Woolf ?
- 1982 : Prix du Brigadier pour l'ensemble de sa carrière et pour sa pièce L'Extravagant Mister Wilde, théâtre de l'Œuvre